# ليوناردو جارا
ليوناردو جارا (بالإسبانية: Leonardo Jara)‏ (20 مايو 1991 بكورينتس في الأرجنتين - ) هو لاعب كرة قدم أرجنتيني في مركز الوسط. لعب مع إستوديانتيس دي لا بلاتا وبوكا جونيورز.

## وصلات خارجية
- ليوناردو جارا على موقع الدوري الأمريكي (الإنجليزية)
- ليوناردو جارا على موقع قاعدة بيانات كرة القدم.إي يو (الإنجليزية)
- ليوناردو جارا على موقع Soccerway.com (الإنجليزية)
- ليوناردو جارا على موقع عالم كرة القدم.نت (الإنجليزية)
- ليوناردو جارا على موقع AS.com (الإسبانية)